# ジョセフ・ルード
ジョセフ・ルード（Joseph Charles Ruud、1981年11月28日 - ）は、アメリカ合衆国のプロレスラー。ミネソタ州ミネアポリス出身。以前所属していたWWEではエリック・ローワン（Erick Rowan）のリングネームで活動していた。

## 来歴
ミネソタ大学に在学時はアメリカンフットボール選手として活躍。プロレスラーになるため卒業後、ロード・ウォリアーズなどを指導したことで有名なエディ・シャーキーが主宰するエディ・シャーキー・ジムにてトレーニングを開始。2003年9月3日に地元であるミネソタ州ミネアポリスのインディー団体にてケン・アンダーソンを相手にソルーフ・マリウス（Thoruf Marius）のリングネームでプロレスラーデビューを果たした。デビュー後、ノースミッドウエスト地区のインディー団体を中心に活動。
2006年、WLWとNOAH共催のレスリング・キャンプに参加。これがきっかけでWLWにソルーフ（Thoruf）のリングネームで参戦。トレーニングを中心に活動し、2007年6月にはWLWから5人目の留学生としてNOAHに参戦。約3ヶ月間に渡ってNOAHの合宿所に入り、日本人レスラーと共にトレーニングを積む。また、ツアーにも同行して雑用なども行った。主にロッキー・ロメロとタッグを組んでアンダーカードに出場し、勝ち星に恵まれなかったがシングルマッチにおいて唯一平柳努から勝利を得ている。
帰国後はMCW（Music City Wrestling）、MIW（Midwest Indy Wrestling）など、ミネソタのインディー団体に参戦する傍ら、ノルウェーのテレビ局であるTVNorgeにて放送されたリアリティーショー、Alt for Norgeに出演。
2010年12月、WWEとディベロップメント契約。傘下団体のFCWにてエリック・ローワン（Erick Rowan）のリングネームでデビュー。FCWと新人発掘番組であったNXTが統合した新生NXTへと移行後、ハウスショーを中心に出場。11月よりテレビショーにデビューし、ブレイ・ワイアットがリーダーを務める怪奇派ユニット、ワイアット・ファミリーに加わった。
2013年1月、初代NXTタッグ王座トーナメントに出場するが、決勝でブリティッシュ・アンビションと対戦して敗戦し、初代王者チームになれなかった。そしてNXTタッグ王座を巡ってブリティッシュ・アンビションと抗争を開始することになるが、抗争開始早々にオリバー・グレイが腕の故障により欠場することになったために試合でグレイを一方的に襲撃して長期欠場をさせるアングルが組まれた。一人になったエイドリアン・ネヴィルがグレイの代理としてボー・ダラスと組んで幾度となく対戦を繰り広げ、5月2日にNXTタッグ王座を奪取した。同月よりワイアット・ファミリーのPVがRAWやSmackDownなどの番組で流されるようになり、その際に羊のマスクを被り始める。7月8日、RAWにてケイン vs クリスチャンのシングルマッチにおいてケインの勝利後、ワイアット・ファミリーのメンバーと共に乱入。ケインを襲撃し、担架で搬送しての退場をさせた。
2014年、ルーク・ハーパーと共にWWEタッグ王座に挑戦する活躍を見せるも獲得をする事が出来ず、10月にブレイ・ワイアットの解散の号令により独立した。以降は独特の行動を見せながら時折スキットに登場していた。11月17日のRAWにて、当日に故障によりSurvivor Series 2014に出場不可能となったシェイマスの代役としてチーム・シナ入りし、フェイスターン。シナ・チームとして勝利した。その後しばらくベビーフェイスとして戦い続けるも、2015年5月に再びハーパーと組む。
2018年4月8日、WrestleMania 34にてWWEスマックダウンタッグ王座を保持するウーソズ（ジェイ・ウーソ & ジミー・ウーソ）、ニュー・デイ（エグゼビア・ウッズ & コフィ・キングストン & ビッグ・E）とトリプルスレットマッチでハーパーと組んで挑戦。序盤よりリング内外で暴れまわり、最後に自身がコフィにパワーボムを仕掛けると合体技を決めて勝利。ベルトを奪取した。
2019年5月7日、SmackDown Liveで空位となっていたWWEスマックダウンタッグ王座を巡りダニエル・ブライアンとタッグを組んでウーソズと王座戦を行う。スーパーキックの乱発に苦しむが場外戦からジェイ・ウーソをリングに上げるとスーパーキックを防ぎ、アイアンクロー・スラムを決めて勝利。王座を戴冠した。
2020年4月15日、新型コロナウイルスの感染拡大に伴い、WWEの収益が悪化したため、ローワンを含む約20人の選手がWWEから解雇された。

## その他
- NOAHに参戦時、2メートルを越す巨体から繰りだすパワー殺法で注目された。パワーだけでなくスピードを兼ね備えた選手になることを目標としている[5]。また慣れない日本での生活で一時ホームシックになりかけたものの、当時NOAHの世界ジュニア王者だった青木篤志が積極的に手を差し伸べたことで問題を克服したことから、現在も青木を敬愛しているという[6]。

## 得意技

### フィニッシュ・ホールド
アイアンクロー・スラム
アイアンクローに捉えた相手をチョークスラムのように持ち上げて背面から叩きつける。
フルネルソン・スラム
相手をフルネルソンで捉えた後、持ち上げて背面から叩きつける。

### 投げ技
グリッティング・フロム・ザ・ノース
FCW時代のフィニッシャー。チョークスラム
ウェイストリフト・シットアウト・サイドスラム
2014年までに使っていたフィニッシャー。ロックボトムと同型。
ボディバッグ
インディー団体活動時のフィニッシャー。変型ネックブリーカー。
パンプハンドル・バックブリーカー
パンプハンドルで持ち上げた相手を、バックブリーカーの形で叩きつける。
パワーボム
スクープスラム
フラップジャック
サイドウォークスラム

### 打撃技
アッパー
地獄突きの様な形はアッパーを放つ。
ビッグブート
スピンキック
ランニング・スプラッシュ

### 関節技
アルゼンチン・バックブリーカー
ベアハッグ

## 獲得タイトル

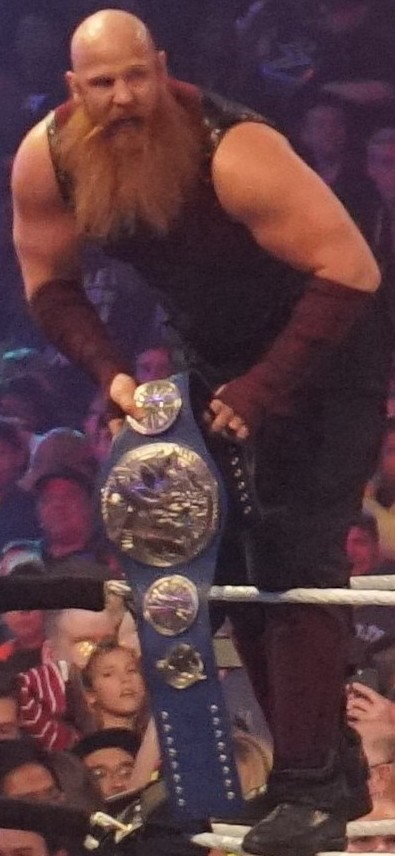
WWEスマックダウンタッグ王座

WWE
- WWEスマックダウンタッグ王座 : 2回

w / ハーパー
w / ダニエル・ブライアン
- NXTタッグチーム王座 : 1回

w / ルーク・ハーパー
FLWA（French Lakes Wrestling Association）
- FLWAヘビー級王座 : 1回

## 入場曲
- Live in Fear
- Swamp Gas
- Sheepherder
- Brotherhood
- Cyclops